# Instruktor KDP/CMAS ** (M2)
Instruktor KDP/CMAS ** (M2) – drugi stopień instruktorski federacji CMAS mogący samodzielnie szkolić wszystkie stopnie rekreacyjne: Płetwonurek KDP/CMAS * (P1), Płetwonurek KDP/CMAS ** (P2), Płetwonurek KDP/CMAS *** (P3) oraz stopnie specjalistyczne jeżeli posiada instruktorskie uprawnienia specjalistyczne do danego kursu.

## Warunki wstępne
- posiadając stopień instruktora M1 co najmniej jeden rok
- posiadać uprawnienia instruktorskie z zakresu specjalizacji: przeszkolić 30 osób na różne stopnie i specjalizacje nurkowe (min 10 na P1) oraz posiadać udokumentowany udział w szkoleniu na stopnie P2 i P3
- obowiązek posiadania specjalizacji:

1. Płetwonurek Nocny (PNO)
2. Płetwonurek Nawigator (PNA)
3. Płetwonurek w Skafandrze Suchym (PSS)
4. Płetwonurek Eksplorator (PE)
5. Płetwonurek Nitroksowy (PN1)
6. Płetwonurek w Zestawie Butlowym (PZB)

## Przebieg szkolenia
- Szkolenie teoretyczne:

minimum 155 godzin zajęć specjalistycznych w zakresie płetwonurkowania
minimum 70 godzin z podstaw teoretycznych sportu i rekreacji
- Szkolenie praktyczne: wody otwarte, głębokość do 50 metrów, minimum 180 godzin zajęć

Kurs realizowany jest w ramach 7 dniowego szkolenia na wodach otwartych. Założeniem kursu jest przekazanie wiedzy z zakresu:
- specyfiki szkoleń w zakresie dużych głębokości
- bezpieczeństwa prowadzenia zajęć
- organizacji szkoleń wielopoziomowych

Podczas szkolenia prowadzisz pod nadzorem instruktora M3 w centrum nurkowym.

## Uprawnienia
- Ten stopień uprawnia cię do nauczania i nadawania samodzielnie wszystkich stopni rekreacyjnych CMAS tj. stopnia P1, P2 i P3

## Rozszerzenie uprawnień
Po uzyskaniu stopnia M2 można poszerzyć zakres uprawnień z zakresu następujących specjalizacji instruktorskich:
- Nurkowania na aparatach o obiegu zamkniętym
- Nurkowania na aparatach o obiegu pół-zamkniętym
- Zaawansowanego nurkowania jaskiniowego
- Zaawansowanego nurkowania nitroksowego
- Zaawansowanego nurkowania z wykorzystaniem trymiksu
- Zaawansowanego wykorzystania skuterów podwodnych